# Баймуканов, Асылбек
Асылбек Баймуканов (каз. Асылбек Баймұқанов) (род. 5 декабря 1939, пос. Боровое, Щучинский район, Акмолинская область) — советский, казахстанский ученый в области верблюдоводства, доктор сельскохозяйственных наук (1992), профессор (1996).

## Биография
Родился 5 декабря 1939 (фактический 1934) г. в п. Боровое Щучинского района Акмолинской области.
Отец Клышбаев Баймукан, родился в 1879 г в с. Жана-Даур Чкаловского района Кокшетауской области, умер в 1948 г и захоронен в с. Жана-Даур Чкаловского района Кокшетауской области. Мать Клышбаева Муржан, родилась в 1889 г в с. Жана-Даур Чкаловского района Кокшетауской области, умерла в 1948 г и захоронена в с. Жана-Даур Чкаловского района Кокшетауской области.
Брат Баймуканов Калиакпар, родился в 1925 г в с. Жана-Даур Чкаловского района Кокшетауской области.
Брат Баймуканов Калиаскар, родился в 1927 г в с. Жана-Даур Чкаловского района Кокшетауской области.
Брат Баймуканов Аскарбек, родился в 1932 г. в с. Жана-Даур Чкаловского района Кокшетауской области.
Супруга Баймуканова Рабига Оразалиевна (род.1940).
Два сына, четыре внука и две внучки.
После окончания школы в 1953 г., начал трудовую деятельность шахтером проходчиком «Карагандауголь», затем чабаном и бригадиром Куйганского овцесовхоза Балхашского района Алматинской области, работал токарем Алматинского монтажного участка треста «Казсантехстрой» г. Алма-Ата.
С 1959—1964 гг. студент зоотехнического факультета Алма-атинского ордена Трудового Красного Знамени зооветеринарного института. После окончания института работал в Каскеленском опытно-показательном хозяйстве Казахского института земледелия: сначала старшим, затем главным зоотехником.
В 1968 г. после окончания очной аспирантуры Казахского научно-исследовательского института животноводства направлен в Казахский научно-исследовательский институт каракулеводства для усиления научной работы по верблюдоводству, где работал заведующим «Кызыл-Узенским» и «Тимурским» опорными пунктами (1968—1971 гг.), старшим научным сотрудником (1971—1978 гг.), заведующим отделом верблюдоводства (1978—2003 гг.).
С 2003 г. по 2016 г. главный научный сотрудник отдела верблюдоводства «Юго-Западный научно-производственный центр сельского хозяйства» АО «КазАгроИнновация» МСХ РК. В 2008 г. назначен на должность главного научного сотрудника отдела верблюдоводства и коневодства ТОО «Юго-Западный научно-исследовательский институт животноводства и растениеводства» («ЮЗНИИЖиР») АО «КазАгроИнновация» («КАИ») МСХ РК.
С 2009 г. по настоящее время главный научный сотрудник отдела верблюдоводства и скотоводства ТОО «Юго-Западный научно-исследовательский институт животноводства и растениеводства» АО «КазАгроИнновация» МСХ РК.

## Научная деятельность
В 1972 г. защитил кандидатскую диссертацию на тему: «Морфофункциональные особенности вымени верблюдиц» на соискание ученой степени кандидата биологических наук по специальности 03.00.13 — Физиология человека и животных. Решением ВАК СССР, при Совете Министров СССР в 1976 г. присвоено ученое звание старшего научного сотрудника по специальности физиология человека и животных.
В 1989 г. удостоен золотой медали ВДНХ СССР за научную и практическую деятельность по верблюдоводству и внедрения прогрессивной технологии в народное хозяйство СССР.
В 1991 г. защитил докторскую диссертацию на тему «Научно-зоотехнические основы повышения продуктивности и совершенствования технологии молочного верблюдоводства» на соискание ученой степени доктора сельскохозяйственных наук по специальности 06.02.04 — Частная зоотехния, технология производства продуктов животноводства.
В 1997 г. присвоено ученое звание профессор по специальности 06.02.00 — Зоотехния. С 1997 г. по 2010 г. член диссертационного совета по присуждению ученой степени доктора сельскохозяйственных наук при «ЮЗНИИЖиР».
С 1982 г. работая Председателем координационного Совета по верблюдоводству МСХ СССР, обеспечил учет поголовья верблюдов в ЦСУ СССР и его республиканских подразделениях Казахской ССР, РСФСР, Туркменской ССР и Узбекской ССР. С этого периода верблюдоводство СССР начало динамично развиваться. В 1988г на Всесоюзном координационном Совете по верблюдоводству, проходившая в г. Кзылорда Казахской ССР, Баймуканов Асылбек единодушно избирается председателем Всесоюзного координационного Совета по научно-исследовательской, опытно — конструкторской и селекционно-племенной работе в отрасли верблюдоводства Госагропрома СССР, с 1992 г по настоящее время международный эксперт и координатор по верблюдоводству в Центральной Азии и Монголии. В 1993 г. организовал общественное объединение «Фонд поддержки и возрождения верблюдоводства „Camel“», является одним из разработчиков международной программы ПРООН «Развитие бассейна Аральского моря».
Работая международным экспертом ФАО, в 1995 г. доказал, что основной успешного продуктивного животноводства является генофонд животных, приспособленный к конкретным природно-климатическим условиям и способные продуцировать максимальное количество продукции. В Центральноазиатском регионе верблюдоводство является базисом устойчивого развития пустынного животноводства, для решения продовольственной безопасности.
Основным механизмом обеспечения устойчивого развития отрасли верблюдоводства, по мнению А. Баймуканова является совершенствование способов селекции верблюдов породы казахский бактриан, туркменский и казахский дромедар; выведение новых высокопродуктивных генерации гибридных верблюдов; создание прочной кормовой базы.
Научные разработки А. Баймуканова позволили в мировом масштабе оценить верблюдоводство как перспективную отрасль молочного животноводства, позволяющие удовлетворить растущую потребность населения Ближнего Востока, Африки и Центральной Азии в молочных продуктах из верблюжьего молока. Именно Казахстан, по мнению А. Баймуканова во втором десятилетии XXI века должен занять лидирующие позиции по производству молочных продуктов из верблюжьего молока, для удовлетворения потребностей мирового рынка молочной индустрии.
Многие разработки А.Баймуканова по селекции двугорбых и одногорбых пород верблюдов являются востребованным в России, Монголии, Туркменистане и Узбекистане.

### Научные разработки
После защиты кандидатской диссертации (1972г) посвятил свою научную деятельность: выведению высокопродуктивных генотипов межвидовых гибридов верблюдов; созданию молочного типа чистопородных казахских бактрианов (удой молока 1800—2200 кг с жирностью 5,0-6,0 %) и жирномолочных казахских дромедаров (удой молока 3400-4000 кг с жирностью 4,2-4,5 %); разработке и внедрению механической дойки, стрижки, купки и ветеринарной обработки верблюдов; разработке физиологических основ доения верблюдиц для производства высококачественных кисломолочных продуктов из верблюжьего молока (шубата, агарана и балкаймака); технологическому проектированию верблюдоводческих объектов по аналогии с промышленными животноводческими комплексами с автоматизированной системой управления.
В 1978 г. возглавил отдел верблюдоводства Казахского научно-исследовательского института каракулеводства, в 1982 организовал Всесоюзный координационный Совет по научно-исследовательской и опытно-конструкторской работе в верблюдоводстве. С 1982 г. по 1992 г. по заказу Госкомитета по науке и технике СССР им были разработаны и успешно реализованы отраслевая научно-техническая программа «ОСХ-45» (акроним или сокращения по заглавным буквам «Отраслевая Сельскохозяйственная программа 45- верблюдоводство») и «СГРСХЖиП» (акроним «Сохранение Генетических Ресурсов Сельскохозяйственных Животных и Птиц»), которые удостоены золотой медали ВДНХ СССР (г. Москва,1989 г).
После утверждения докторской диссертации в ВИЖе (Всесоюзный научно-исследовательский институт животноводства, поселок Дубровицы, Подольский район, Московская область, 1992). С 1992 г по 2010 г под его научным руководством впервые в мировой зоотехнической школе на базе Республики Казахстан создана система «ВНГМГВ» (акроним "Выведение Новых Генерации Межвидовых Гибридов Верблюдов), которая позволила вывести новые 17 генерации межвидовых гибридных верблюдов молочного и мясомолочного направления продуктивности, защищенные Патентами Республики Казахстан и Евразийского патентного ведомства.

### Тема диссертационной работы
Морфофункциональные особенности вымени у верблюдиц (03.00.13 — Физиология человека и животных) // Автореф.дисс. ….биол.наук: 30.05.1972. — Алма-Ата: АЗВИ, 1972. — 18 с. (Научные руководители: доктор биологических наук, профессор Т. У. Измайлов; кандидат биологических наук, доцент И. К. Джумагулов).
Научно — зоотехнические основы повышения продуктивности и совершенствования технологии молочного верблюдоводства (06.02.04 — Частная зоотехния;технология производства продуктов животноводства) // Диссертация на соиск. ученой степени доктора сельскохозяйственных наук в виде научного доклада: 19.05.1991. — Алма-Ата: АЗВИ, 1991. — 53 с.

## Награды, премии, другие отличия
2009 г. — Министром сельского хозяйства Республики Казахстан награжден золотой медалью имени академика Бараева, за развитие верблюдоводства в Республике Казахстан.
2010 г. — Решением Всемирной организации интеллектуальной собственности (ВОИС, г. Женева), награжден золотой медалью ВОИС с вручение диплома «Лучший изобретатель 2010 г.».
2010 г. — Лауреат Республиканского конкурса «Шапагат» Комитета интеллектуальной собственности Министерства Юстиции Республики Казахстан «Лучшее изобретение 2010 г.».

## Публикации
Автор более 500 научных работ, в том числе по актуальным вопросам верблюдоводства более 360, 45 изобретений и патентов. Им подготовлены отечественные и зарубежные доктора, и кандидаты наук по верблюдоводству. В 2010г удостоен золотой медали ВОИС (акроним «Всемирная Организация Интеллектуальной Собственности», г. Женева, Швейцария 23 апреля 2010 г.) с вручением специального диплома «Лучший изобретатель 2010 года».
1. Патент № 377 на селекционное достижение // Заводская линия верблюда-производителя Сакон-бура−41 породы казахский бактриан. Заявка № 2009/003.5 от 12.05.2009. Зарегистрировано в реестре селекционных достижений (порода животных) Республики Казахстан 21.08.2013г (Баймуканов А., Омбаев А. М., Тлеуов А., Тастанов А., Мусаев З. М., Турумбетов Б. С., Молдакимов М., Диханов С. Н., Тлеуов С., Ургеншбаев О., Ергешов Е.).
2. Патент № 589 на селекционное достижение // Аральский заводской тип верблюдов породы казахский бактриан. Заявка № 2014/040.5 от 21.08.2014. Зарегистрировано в реестре селекционных достижений (порода животных) Республики Казахстан 21.10.2015г (Баймуканов А., Тлеуов А., Алибаев Н. Н., Турумбетов Б. С., Диханов С. Н., Баймуканов Д. А., Ермаханов М. Н., Сеитов М. С., Тлеуов С., Тлеуов Н. А.).
an>
3. Патент РК № № 804 на селекционное достижение // Линия верблюда — производителя «КІРПІК» породы казахский дромедар. Заявка № 2011/020.5 от 27.12.2011. (Баймуканов А., Тастанов А., Нышанбаева Ф., Алибаев Н. Н., Турумбетов Б. С., Баймуканов Д. А., Алиханов О.). — Астана, 2018. — 8 с.
4. Патент РК № № 806 на селекционное достижение // Бесторангылский заводской тип верблюдов породы Арвана. Заявка № 2014/042.5 от 21.08.2014. (Баймуканов А., Алибаев Н. Н., Турумбетов Б. С., Баймуканов Д. А., Ермаханов М. Н., Дюсегалиев М. Ж., Есимова Ж., Шатпак Ы. К., Сыздыкбеков А. С., Кушербаев С.Алиханов О.). — Астана, 2018. — 9 с.
5. Баймуканов А., Баймуканов Д. А., Семенов В. Г. Межвидовая гибридизация верблюдов. — Чебоксары: ООО «Крон-2», 2019. — 195 с.
6.  Молочная продуктивность верблюдиц в зависимости от технологии выращивания верблюжат // Зоотехния. Москва, 2019. № 11. — С. 12-16. https://doi.org/10.25708/ZT.2019.96.63.004. ISSN 0235-2478 (Print). Импакт — фактор РИНЦ — 0,635.
7.  Теоретическое обоснование и практические результаты повышения продуктивности гибридных верблюдов F4 казахстанской популяции // Финансово-аналитическое обеспечение научно-технологического развития инновационной экономики: сборник научных трудов по материалам Международной научно-практической конференции. — Ставрополь: СЕКВОЙЯ, 2018. — С. 29-34. https://elibrary.ru/item.asp?id=36570308 Архивная копия от 16 января 2020 на Wayback Machine.